# UBXN1
UBXN1 (англ. UBX domain protein 1) – білок, який кодується однойменним геном, розташованим у людей на 11-й хромосомі. Довжина поліпептидного ланцюга білка становить 297 амінокислот, а молекулярна маса — 33 325.
| 10         |  | 20         |  | 30         |  | 40         |  | 50         |
| ---------- |  | ---------- |  | ---------- |  | ---------- |  | ---------- |
| MAELTALESL |  | IEMGFPRGRA |  | EKALALTGNQ |  | GIEAAMDWLM |  | EHEDDPDVDE |
| PLETPLGHIL |  | GREPTSSEQG |  | GLEGSGSAAG |  | EGKPALSEEE |  | RQEQTKRMLE |
| LVAQKQRERE |  | EREEREALER |  | ERQRRRQGQE |  | LSAARQRLQE |  | DEMRRAAEER |
| RREKAEELAA |  | RQRVREKIER |  | DKAERAKKYG |  | GSVGSQPPPV |  | APEPGPVPSS |
| PSQEPPTKRE |  | YDQCRIQVRL |  | PDGTSLTQTF |  | RAREQLAAVR |  | LYVELHRGEE |
| LGGGQDPVQL |  | LSGFPRRAFS |  | EADMERPLQE |  | LGLVPSAVLI |  | VAKKCPS    |

A: Аланін

C: Цистеїн

D: Аспарагінова кислота

E: Глутамінова кислота

F: Фенілаланін

G: Гліцин

H: Гістидин

I: Ізолейцин

K: Лізин

L: Лейцин

M: Метіонін

N: Аспарагін

P: Пролін

Q: Глутамін

R: Аргінін

S: Серин

T: Треонін

V: Валін

W: Триптофан

Кодований геном білок за функцією належить до фосфопротеїнів. 
Задіяний у таких біологічних процесах, як ацетилювання, альтернативний сплайсинг. 
Локалізований у цитоплазмі.